# Porcellio laevissimus
Porcellio laevissimus là một loài chân đều trong họ Porcellionidae. Loài này được Dollfus miêu tả khoa học năm 1898.